# Signal (software)
Signal (anteriormente TextSecure) es una aplicación de mensajería instantánea y llamadas, libre y de código abierto, con énfasis en la privacidad y la seguridad. Puede ser utilizada para enviar y recibir SMS, MMS y mensajes de datos cifrados. Por defecto, la aplicación cifra la base de datos de mensajes en el dispositivo del usuario, así como ambos extremos de la comunicación, con el objetivo de proteger todos los mensajes que son enviados a otros usuarios. Con anterioridad a noviembre de 2015, la aplicación utilizaba el nombre TextSecure, que hasta el momento sólo permitía la mensajería instantánea. Junto con el nuevo nombre, se incorporó la funcionalidad de llamadas de la aplicación RedPhone. En marzo de 2017, Signal pasó a un nuevo sistema de llamadas basado en WebRTC que también introdujo la posibilidad de realizar videollamadas.
Desde antes de 2025, Signal rutinariamente se instala en los dispositivos de trabajo del director de la CIA y de la mayoría de sus oficiales, pues se considera una herramienta de trabajo aceptable.

## Historia

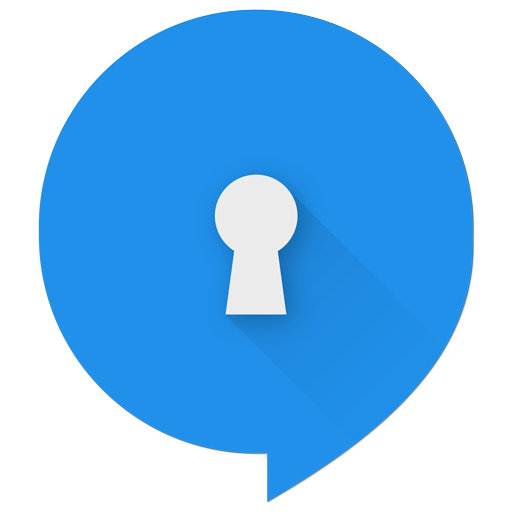
Icono del cliente Android desde febrero de 2015 hasta marzo de 2017

El especialista en seguridad informática Moxie Marlinspike y el especialista en robótica Stuart Anderson fueron los cofundadores de Whisper Systems en 2010. Además de lanzar TextSecure en mayo de ese mismo año, la empresa lanzó RedPhone, una aplicación que permite realizar llamadas de voz cifradas a través de la red de datos. También desarrollaron un firewall y diversas herramientas para cifrado de datos.
El 28 de noviembre de 2011, Twitter anunció la adquisición de Whisper Systems por una suma que no trascendió. Un mes después, el código fuente de TextSecure fue liberado bajo licencia GPL. Desde entonces, ha estado bajo desarrollo activo por parte de la comunidad y ha tenido varias versiones basadas en dichos aportes. La empresa pasó a llamarse a partir de entonces Open Whisper Systems, reflejando la naturaleza abierta de los proyectos.
Desde marzo de 2013, se ha estado trabajando en una versión para iOS. En septiembre del mismo año, se anunció que el protocolo de TextSecure se integró exitosamente con CyanogenMod, aumentando su base de usuarios.
En la conferencia South by Southwest realizada en marzo de 2014, Edward Snowden brindó una charla elogiando las aplicaciones de Open Whisper Systems por su facilidad de uso y sus características de seguridad y privacidad. En octubre de ese mismo año, la Electronic Frontier Foundation (EFF) incluyó a TextSecure en una guía de defensa contra la vigilancia. Al mes siguiente, TextSecure recibió de la EFF la máxima calificación para aplicaciones seguras de mensajería, junto con ChatSecure, Orbot, Cryptocat, RedPhone, Silent Phone, Silent Text y los chats secretos de Telegram.
En octubre de 2019, se supo que el Parlamento de la UE no permitiría el uso del Signal por parte de los parlamentarios debido a que no sería un software estándar, y los parlamentarios seguirían siendo remitidos a WhatsApp. Esto dio lugar a quejas, ya que WhatsApp estaba enviando metadatos al Grupo de Facebook. Por lo tanto, los administradores del sistema están investigando actualmente el uso de Signal.
Desde febrero de 2020, Signal es la aplicación recomendada para la mensajería instantánea por la Comisión Europea y su personal.
En abril de 2020, los operadores apelaron a los ciudadanos y a los responsables de la toma de decisiones para que rechazaran el proyecto de ley llamado "Earn IT Act". La ley dispone que los proveedores pueden ser considerados responsables si no dan a los organismos de represión información sobre las comunicaciones cifradas de los usuarios. Sin embargo, Signal no puede cumplir con esto debido a su encriptación de extremo a extremo.
El 7 de enero de 2021, Signal experimentó un aumento en los registros de nuevos usuarios, lo que superó temporalmente la capacidad de Signal para enviar mensajes de verificación de cuentas.
En el 2022, Signal contrató a Meredith Whittaker, una experta en inteligencia artificial que había trabajado en Google por más de una década, como su presidente.

## Usuarios
Signal tiene 40 millones de usuarios activos (enero de 2021), mientras que WhatsApp es utilizado por 1.600 millones y Telegram por 500 millones, aunque las cifras de crecimiento de los usuarios de Signal son particularmente pronunciadas en los países considerados corruptos, según un estudio de Apptopia.
Con las políticas que WhatsApp comenzó a anunciar a principios de enero de 2021, muchos usuarios migraron a esta plataforma, a la que consideraban más segura, aumentando su base de usuarios en varios millones. A esto ayudaron los medios, la rápida difusión de estas alternativas en redes sociales, y personajes de importancia como Elon Musk, con su tuit "Use Signal".
Según Google Play, la aplicación se ha instalado en más de 100 millones de dispositivos Android desde marzo de 2022.

## Características

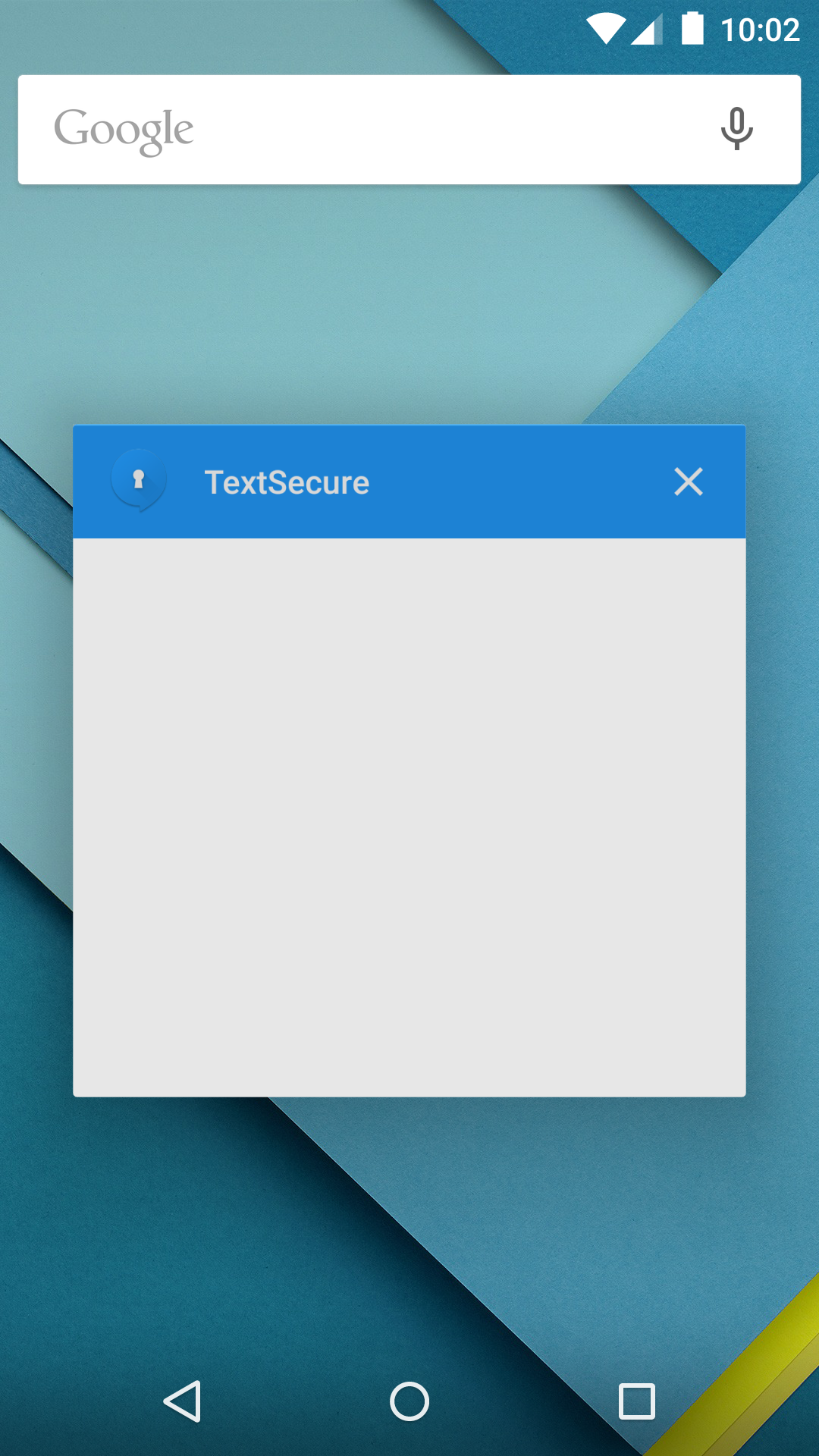
La aplicación evita la captura de pantalla por defecto, como una medida de privacidad.

Signal permite a los usuarios enviar mensajes de texto, documentos, imágenes, videos e información de contacto a través de Wi-Fi, 3G o LTE a otros usuarios que posean la misma aplicación, representando una alternativa a los SMS tradicionales para poseedores de smartphones que ejecuten Android 2.3 o posterior.
El programa puede utilizar SMS o MMS convencionales para comunicarse con otros usuarios que no lo tengan instalado. Estos mensajes pueden ser identificados según el color. Si la burbuja de texto es verde, el mensaje se ha enviado por mensajería convencional, mientras que si es azul, se ha enviado a través de la red de datos.
Por defecto, Signal enviará los mensajes a través de la red de datos siempre que sea posible. Esto significa que si el usuario envía el mensaje a otro usuario de la aplicación, no hay costos adicionales por dicho mensaje (sólo es una transferencia de datos como cualquier otra). Si la conexión de datos no está disponible, el programa enviará los mensajes vía SMS/MMS. Estas opciones pueden modificarse en la configuración, si se desea que el programa sólo envíe mensajes a través de la red de datos y nunca por mensajería convencional.
La aplicación cifrará automáticamente todas las conversaciones mantenidas con otros usuarios registrados. En la interfaz, los mensajes cifrados se muestran con el icono de una cerradura. Los archivos multimedia u otros adjuntos serán también cifrados. Sin importar si los mensajes fueron enviados o no a otro usuario, Signal puede almacenar los mensajes en una base de datos cifrada, dentro del dispositivo local, si el usuario activa la opción de utilizar una contraseña. También permite a los usuarios establecer conversaciones grupales, las que estarán automáticamente cifradas y se canalizarán a través de la red de datos, siempre que todos los participantes sean usuarios registrados de la aplicación. Open Whisper Systems garantiza no tener acceso al contenido de los mensajes, por la naturaleza del servicio. Además, pone a disposición el código fuente completo, tanto para el cliente como para el servidor, en el sitio web GitHub. Esto permite que cualquier persona interesada pueda examinar el código y ayudar a los desarrolladores, para mejorar el programa y verificar que funcione correctamente. También permite que usuarios más avanzados compilen sus propias versiones de la aplicación y las comparen con las distribuidas por Open Whisper Systems.
Open Whisper System se ha mostrado en contra de clientes de terceros.
En octubre de 2016, Signal incorporó la funcionalidad de mensajes temporales, que desaparecen al cabo de cierto tiempo.
En marzo de 2017, Signal pasó a un nuevo sistema de llamadas basado en WebRTC que también introdujo la posibilidad de realizar videollamadas.
Entre noviembre de 2019 y febrero de 2020, Signal añadió soporte para iPads, imágenes y vídeos de una sola vista, pegatinas y reacciones. También anunciaron planes para un nuevo sistema de mensajería de grupo y un "método experimental para almacenar contactos encriptados en la nube".